# Mondragón
Mondragón (cooficialmente en euskera: Arrasate) es un municipio español de la provincia de Guipúzcoa, en la comunidad autónoma del País Vasco, perteneciente a la comarca del Alto Deva. En 2023, tenía una población de 21 867 habitantes, de los que un 55 % son vascohablantes. Su extensión es de 30,8 km², por lo que su densidad es de 716,36 hab./km².
Mondragón es centro del movimiento cooperativo vasco y uno de los principales centros industriales de la comunidad autónoma, así como la sede de la Universidad de Mondragón.
Arrasate es el nombre vasco del poblado existente con anterioridad a la fundación de la villa y cuya localización exacta está todavía por determinar. No obstante, si se obedece a la toponimia, Arrasate se encontraría en la ladera suroeste del montículo de Santa Bárbara, mientras que el Mondragón medieval se construyó al este de dicho montículo.

## Toponimia
El actual nombre oficial del municipio es Arrasate/Mondragón. Esta doble denominación zanja una disputa que se remonta a unas cuantas décadas atrás y establece que el municipio se llama tanto Arrasate como Mondragón en cualquiera de los dos idiomas oficiales: castellano o euskera. En euskera se utiliza también la palabra Mondragoe, vocablo euskaldún derivado del romance Mondragón.

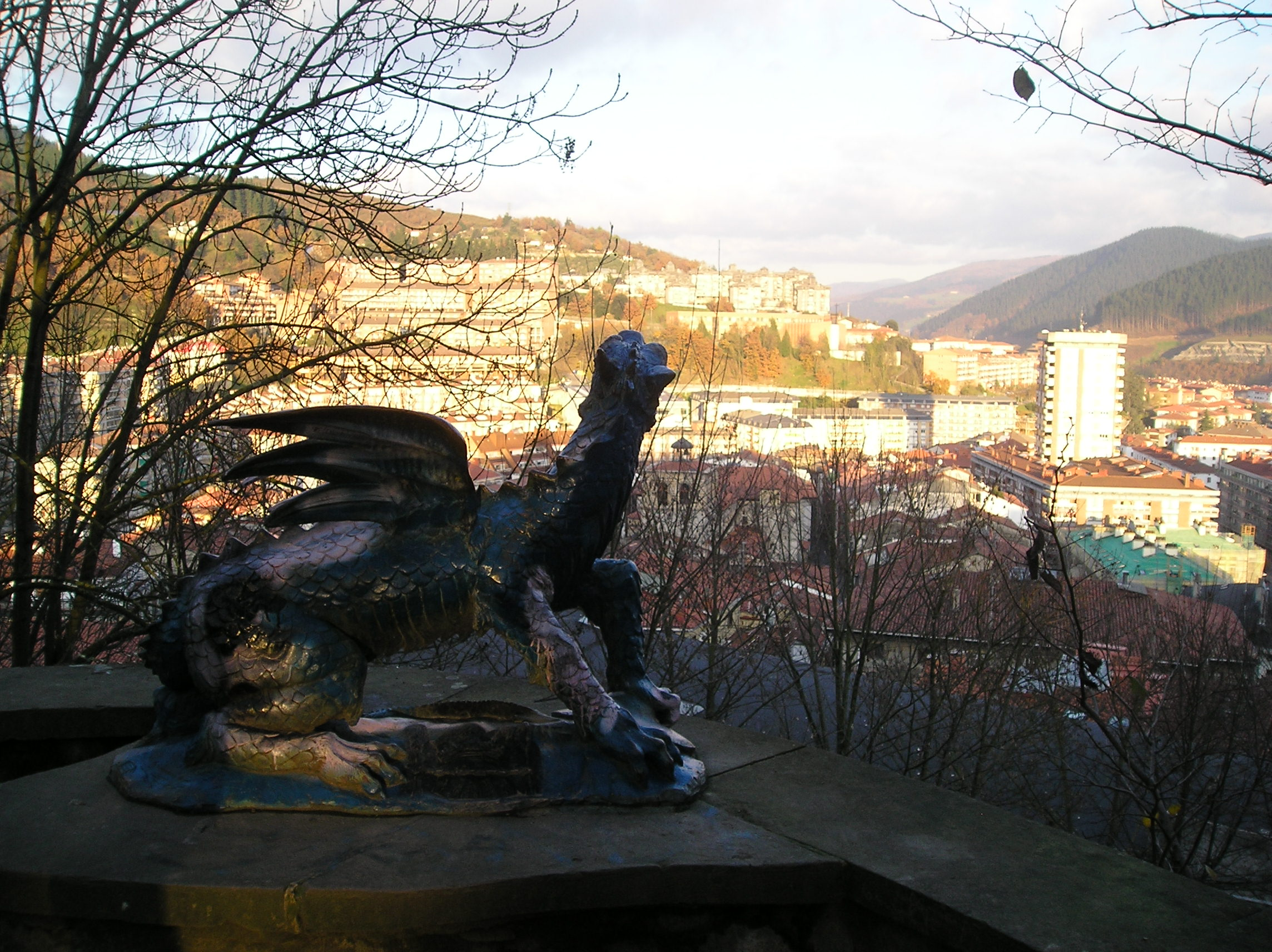
El dragón de Arrasate en el parque Santa Bárbara

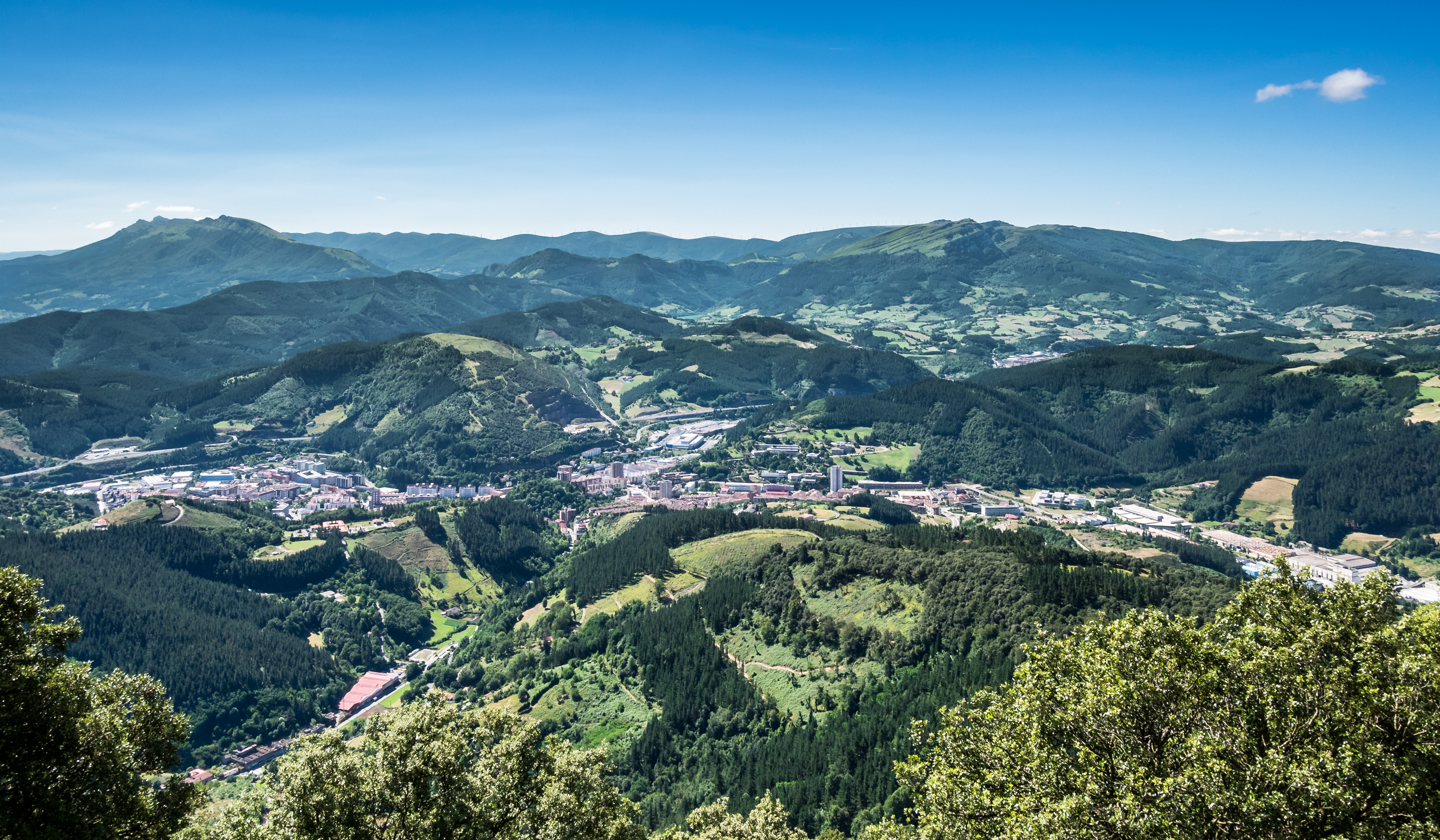
Mondragón desde Udalaitz

La villa de Mondragón fue fundada en 1260 por el rey castellano Alfonso X el Sabio en el lugar donde se hallaba una aldea de nombre Arresate o Arrasate. Así, en la carta de fundación de la villa se puede leer la siguiente frase: que avie ante nombre de Arresate a que nos ponemos nombre de Montdragon.
Existe una leyenda muy conocida que atribuye el nombre de Mondragón (derivación del original Montdragón) a la existencia antiguamente de un dragón llamado Herensuge que vivía en el monte Santa Bárbara y que aterrorizaba a los habitantes de Arrasate y de los alrededores. Este dragón fue vencido por los ferrones de la comarca y la villa que nació al abrigo del monte Murugain recibió en su recuerdo el nombre de Montdragón. Los historiadores piensan, sin embargo, que el nombre no fue originado por la leyenda, sino que la leyenda fue inventada a posteriori para tratar de explicar el nombre, y creen que este evocador nombre fue sin más una ocurrencia poética del rey sabio. El nombre de Mondragón también puede guardar algún tipo de relación con Frey Guillén de Mondragón, comendador de Consuegra, caballero sanjuanista, quien otorgó la carta puebla a Turleque en 1248 y que a su vez era íntimo amigo del monarca Alfonso X, ya que siendo este todavía infante le concedió a él, como comendador de la orden de San Juan la propiedad del castillo y villa de Archena recientemente conquistada al emir Ibn Hud. Es muy probable que ambos volvieran a coincidir durante el proceso del Pacto de Jaén y posteriores escaramuzas militares castellanas que coincidirían en el tiempo con la entrega de la Carta Puebla a Mondragón, dada en algún punto próximo a Santisteban del Puerto o Iznatoraf.
No está clara la etimología del nombre Arrasate, pero incluye las palabras ate, que en euskera quiere decir puerta, paso o portillo, y arras que no tiene clara significación. La aldea se situaba en el lugar donde confluían los ríos Deva y Aramayona, y dos caminos que bajaban de Álava hacia la costa.[cita requerida]

## Geografía

### Barrios
Mondragón cuenta con cinco barrios alejados del casco urbano:
- Bedoña (102 hab.)
- Garagartza (218 hab.)
- Gesalibar (Santa Águeda) (713 hab.)
- Meatzerreka (60 hab.)
- Udala (45 hab.)

En el casco urbano se distinguen los siguientes barrios:
- Centro
- Musakola
- San Andrés
- Santa Marina
- Uribarri
- Erguin
- José Luis Iñarra
- Altamira
- Makatzena
- Obenerreka
- Arimazubi Plaza

### Municipios vecinos
Los municipios limítrofes de Mondragón son los siguientes:
- Norte: Elorrio (Vizcaya) y Vergara.
- Este: Oñate.
- Sur: Arechavaleta.
- Oeste: Aramayona (Álava).

## Economía

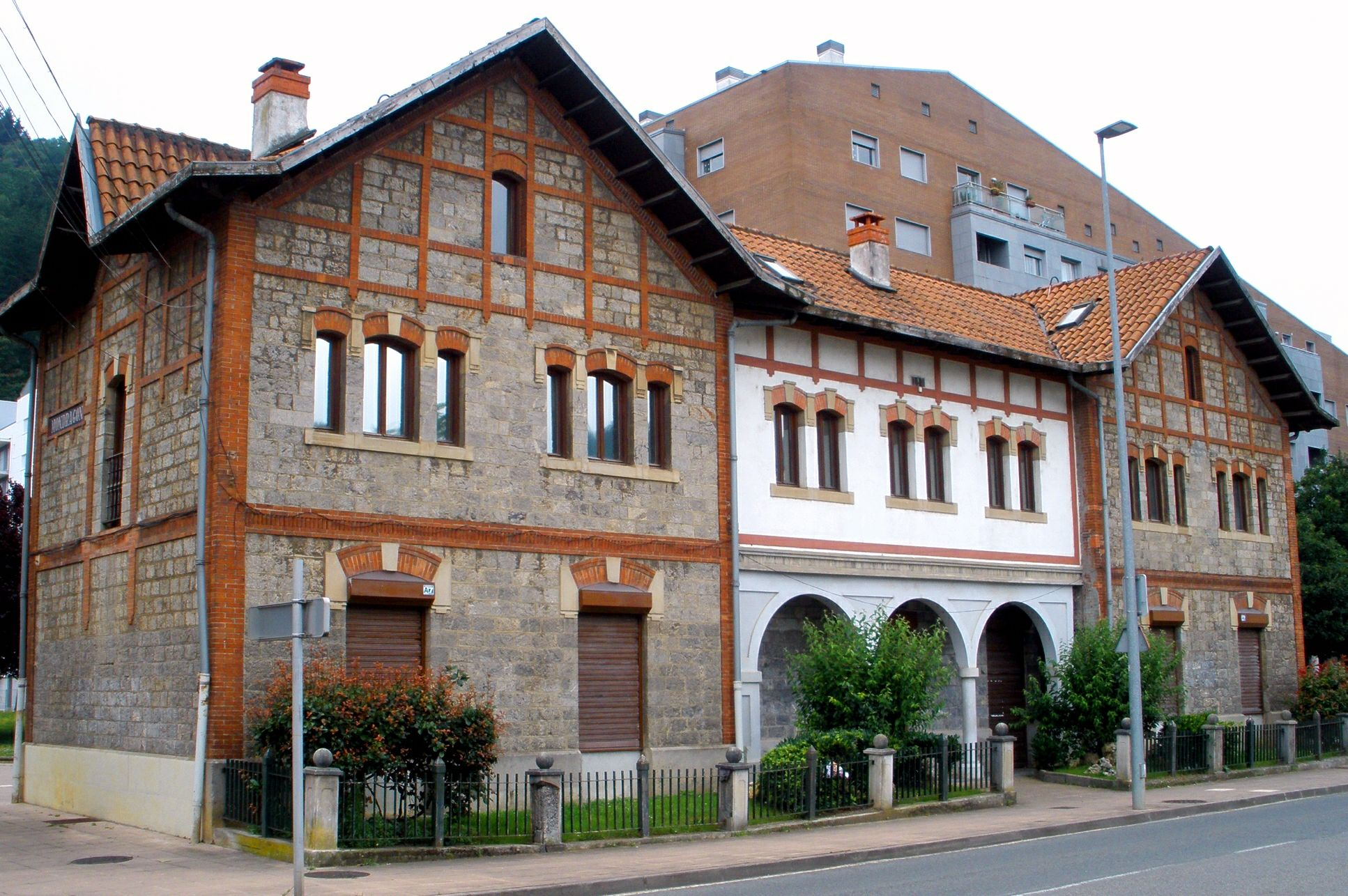
Antigua estación del Ferrocarril Vasco-Navarro

Mondragón es uno de los principales centros industriales, tanto de Guipúzcoa como del País Vasco. Mondragón es el epicentro del movimiento cooperativista vasco, que cristalizó en la segunda mitad del siglo XX con la creación de numerosas empresas cooperativas, buena parte de las cuales tienen su sede en esta ciudad. La sede central de Mondragón Corporación Cooperativa, que agrupa a la mayoría de ellas, se encuentra en Mondragón.
Mondragón proporciona cerca de 12 000 puestos de trabajo, por lo que no solo ocupa a la mayor parte de la población del municipio, sino que atrae a trabajadores de los municipios cercanos e incluso de comarcas vecinas.

### Historia de la economía local
Desde la Edad Media la economía de Mondragón ha girado en torno a la metalurgia. En las primeras ordenanzas de la Cofradía de San Valerio se deja a las claras que ya en el siglo XV la mayor parte de los casi 1900 mondragoneses que había entonces se dedicaban a la obtención del acero y a su transformación. Un acero conocido bajo la marca Acero de Mondragón. Esta producción se realizaba en las ferrerías y de modo artesanal.
Por ese entonces, la villa estaba controlada por la familia Bengoa, una familia hidalga la cual se encargaba de manejar todo el negocio relacionado con el acero, debido a que este se extraía mayormente desde el monte Udalaitz, de donde provenían.
A finales del siglo XIX esta larga tradición ferrona entroncó con las nuevas técnicas industriales, y la economía local se reorientó hacia instalaciones metalúrgicas modernas, cuyos productos se destinaban al mercado nacional y a la exportación. Dentro de la metalurgia se desarrollaría especialmente el sector de la cerrajería.
En 1906 se crea la empresa Unión Cerrajera de Mondragón (UCEM), fruto de la fusión de dos compañías anteriores: Vergarajauregui, Resusta y Cía. (nacida en 1869) y Cerrajería Guipuzcoana. La UCEM fue una empresa integral modelo, que englobaba todo el proceso productivo desde la parte siderúrgica hasta la metalúrgica, y que no se limitaba únicamente a la producción de llaves y cerraduras, como su nombre parece indicar. Durante buena parte del siglo XX y hasta la eclosión del movimiento cooperativista, la UCEM, junto con otras empresas cerrajeras menores, fue el motor de la economía mondragonesa. La otra gran empresa mondragonesa, junto a UCEM, fue La Cerrajera Moderna ELMA, S.A. fundada en 1925.

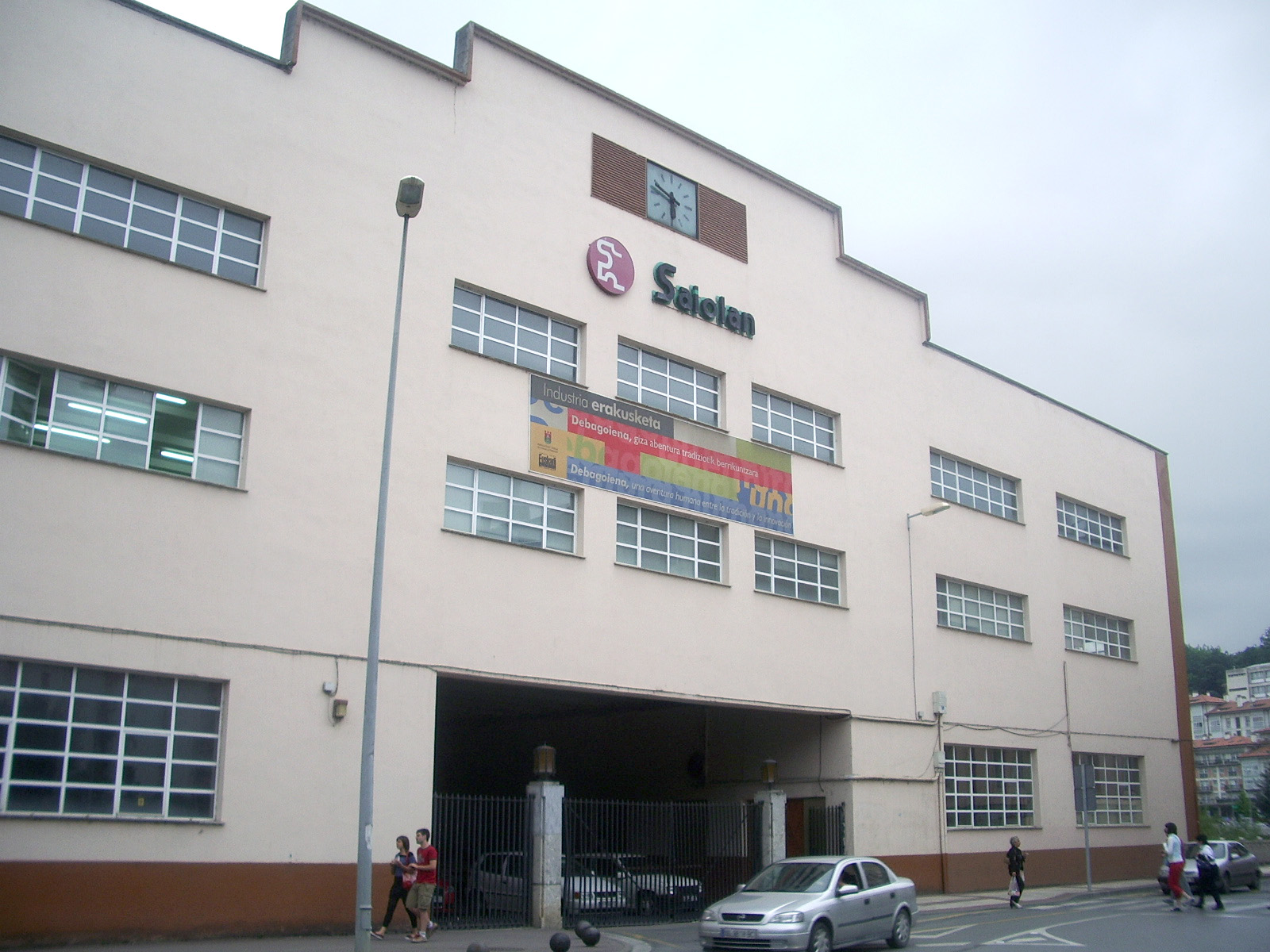
Unión Cerrajera Saiolan, hoy Kulturola

En la actualidad la industria cerrajera sigue presente en Mondragón, pero ha cedido su preeminencia a otros sectores industriales.
A mediados del siglo XX y en el entorno de la Escuela de Aprendices, creada como obra social por la UCEM, comienza a gestarse el movimiento cooperativista vasco, basado en el establecimiento de empresas inspiradas en los principios cooperativistas. Uno de los principales impulsores de ese movimiento fue el sacerdote José María Arizmendiarrieta. Se creó una Escuela Politécnica (integrada actualmente en la Universidad de Mondragón) y a partir de la primera promoción de dicha escuela, en 1955 se fundó en Vitoria la primera cooperativa, llamada ULGOR (actualmente Fagor Electrodomésticos). Esta cooperativa, que en 1959 se asentó definitivamente en Mondragón, dedicada a la fabricación de electrodomésticos de línea blanca, crecería hasta convertirse en una de las principales empresas del sector a nivel nacional y en una de las principales empresas del País Vasco. Alrededor de Fagor crecerían numerosas cooperativas industriales, diversificándose en diferentes ramas industriales, así como una caja de ahorros, Caja Laboral Popular, y una entidad aseguradora, Seguros Lagun Aro. A principios de la década de 1980 todas estas cooperativas, que eran autónomas pero estaban interrelacionadas, se unen, formando Mondragón Corporación Cooperativa (MCC).

### Corporación Mondragón

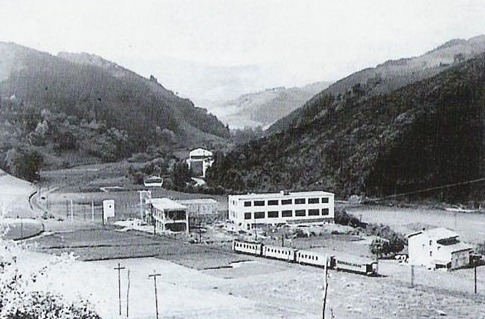
Primera cooperativa Ulgor, en el barrio de San Andrés de Mondragón

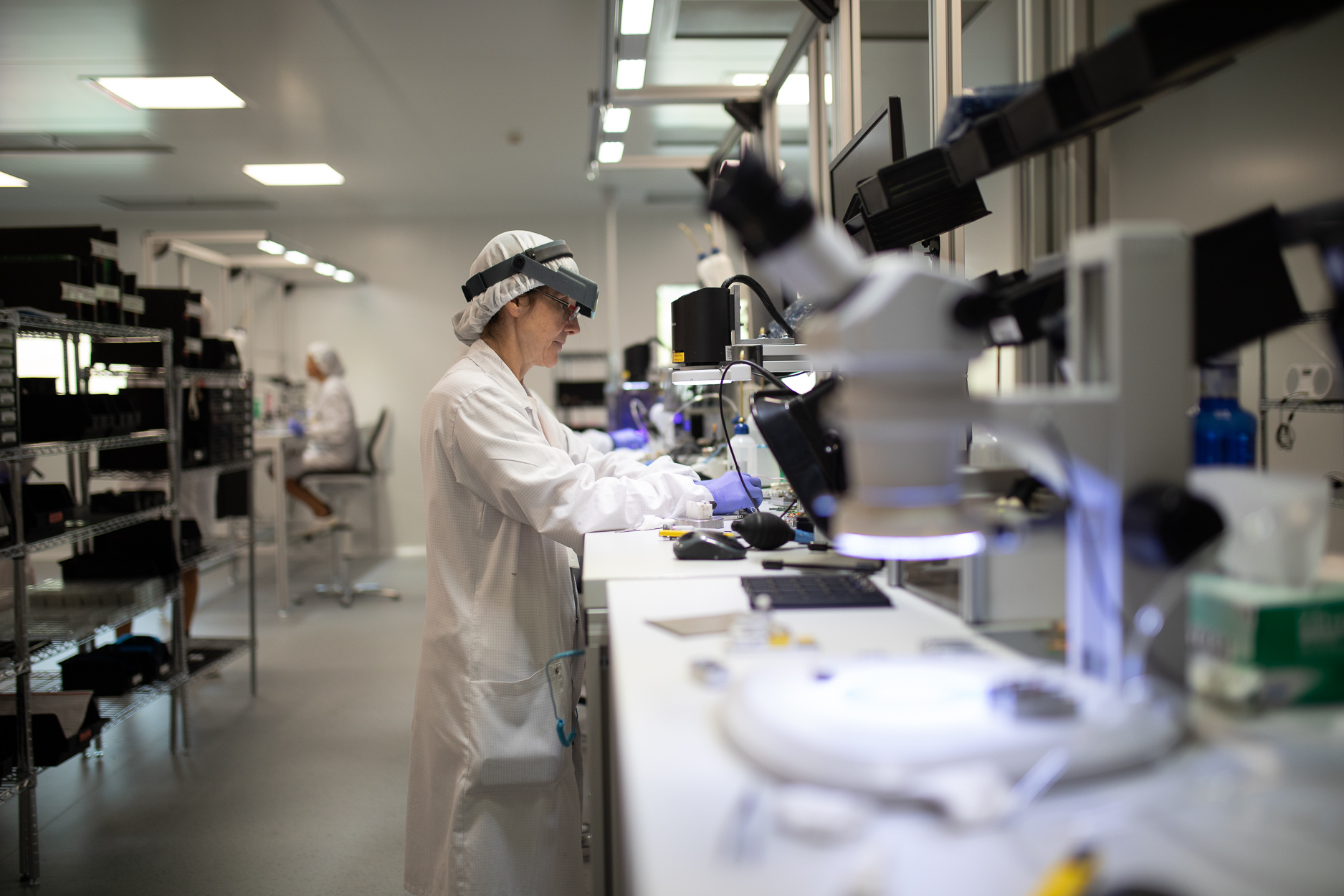
Laboratorio del Grupo Fagor

La Corporación Mondragón es actualmente el grupo empresarial más importante del País Vasco y uno de los diez grupos industriales más importantes de España. También es considerada la cooperativa industrial más grande del mundo. Cerca del 50 % de los empleos existentes en el municipio son dentro de empresas de MCC.
MCC incluye fábricas industriales de muy diverso tipo (electrodomésticos, automoción, siderurgia, máquina-herramienta), empresas de servicios, empresas de distribución (Eroski), instituciones financieras e incluso instituciones de formación y enseñanza.
Como lugar de nacimiento de MCC, la localidad de Mondragón posee la sede central de dicha corporación, así como la de su entidad financiera (Caja Laboral Popular) y su entidad aseguradora (Lagun Aro). Algunas de las cooperativas más antiguas e importantes del grupo se encuentran en Mondragón; es el caso de Fagor Electrodomésticos, que cuenta con dos plantas en el municipio, que emplean en total a más de 3000 trabajadores; Alecop, con quinientos trabajadores, que se dedica a desarrollar y ofertar proyectos y productos para la mejora de la calidad educativa y también a fabricar componentes de electrodomésticos y automoción (mazos de cables); Fagor Arrasate, que se dedica a la máquina-herramienta; Fagor Automation, que fabrica equipos electrónicos y de control para máquina-herramienta; Fagor Ederlan, fundición con más de 1400 trabajadores, que fabrica componentes metálicos de automoción; o Fagor Electrónica, que fabrica componentes y equipos electrónicos. También tienen su sede en Mondragón Auzo Lagun ahora pasado a llamar Ausolan, empresa de MCC dedicada a servicios como limpieza, mantenimiento y servicios de comedores o LKS, la ingeniería y consultoría del grupo MCC. También forman parte de MCC la Universidad de Mondragón (antigua escuela politécnica) y el centro de investigación tecnológica IKERLAN, ambas también situadas en el municipio.

### Sector primario
El sector primario es actualmente marginal en la economía mondragonesa, ya que solo supone el 0,3 % de la actividad económica del municipio. Existen censadas 235 explotaciones agrícola-ganaderas (caseríos) en el municipio, donde trabajan unas 50 personas con dedicación total; el 0,5 % de la población activa. Como ocurre habitualmente en el medio rural vasco contemporáneo, las labores en el caserío familiar se suelen compaginar con el trabajo en la industria, por lo que la mayor parte de las explotaciones agrícolas y ganaderas del municipio son explotadas a tiempo parcial y como fuente adicional de ingresos. Existe una tendencia a que dichas explotaciones sean de ganadería extensiva o explotaciones forestales (predominantemente coníferas), que dan mayores rendimientos económicos que la agricultura.

### Sector secundario
Es el principal sector de la economía mondragonesa, ya que la industria genera el 62 % de la riqueza y el 58 % del empleo. Como manda la tradición, es de suma importancia la industria metalúrgica. El 79 % de la industria pertenece al sector del metal, fabricándose en Mondragón electrodomésticos, bienes de equipo, componentes de maquinaria, componentes de automoción, de ferretería o de cerrajería.

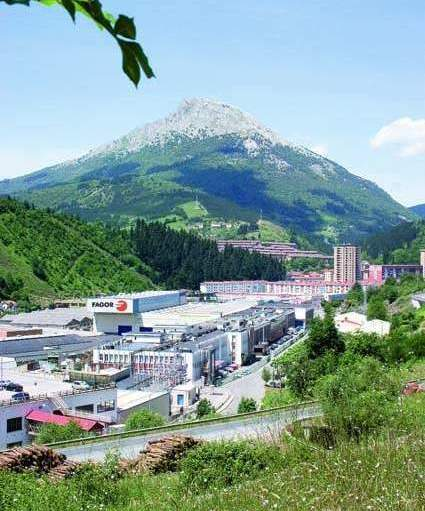
Planta de Fagor

Hay censadas 166 empresas industriales en Mondragón, de las que el 80% no superan los 15 trabajadores. Destaca la presencia de las grandes empresas de MCC como Fagor Electrodomésticos, Fagor Ederlan, Fagor Arrasate, Fagor Automation, Fagor Electrónica o Alecop, que por sí solas suponen la mitad de los puestos de trabajo del municipio. También es de destacar la numerosa presencia de pequeñas y medianas empresas que siguen la vieja tradición cerrajera de Mondragón. Entre las empresas cerrajeras actuales de Mondragón destacan Alejandro Altuna SA (JMA), Unión Cerrajera Arrasate SL (UCEM), que es la heredera directa de la antigua UCEM aunque muy empequeñecida, José María Gallastegui y Cía. SA (JOMA) y Feliciano Aranzabal y Cía. SA (IFAM).
Otras industrias de cierta entidad del municipio son Ekide, Fundiciones Gelma, Astore (ropa deportiva), Muebles Arrasate o PMG Polmetasa (piezas de automoción por el método de sinterización). Destaca la presencia de numerosa industria auxiliar que trabaja para las grandes empresas del municipio.

### Sector terciario
Supone el 37,5 % de la economía local y el 41 % del empleo. En Mondragón se encuentran las sedes sociales de la Caja Laboral Popular y de la compañía de seguros Lagun Aro. También es sede de una universidad, la Universidad de Mondragón, creada en 1997. Una de las tres facultades de la universidad está situada en la localidad; se trata de la MGEP (Mondragon Goi Eskola Politeknikoa), escuela politécnica superior, orientada a los estudios de ingeniería. Posee un centro de investigación, denominado Ikerlan. Todas estas instituciones pertenecen al conglomerado de la MCC.
Mondragón actúa como cabecera de la comarca del Alto Deva; además del comercio de mayor proximidad posee cierta cantidad de comercio y servicios especializados, que dan servicio a toda la comarca. Así, por ejemplo, es sede del Hospital Comarcal del Alto Deva.

## Administración y política
| Periodo   | Nombre                          | Partido | Partido                                                      |
| --------- | ------------------------------- | ------- | ------------------------------------------------------------ |
| 1979-1983 | José Antonio Ardanza Garro      |         | Euzko Alderdi Jeltzalea-Partido Nacionalista Vasco (EAJ-PNV) |
| 1983-1987 | Álvaro Arregi Otadui            |         | Euzko Alderdi Jeltzalea-Partido Nacionalista Vasco (EAJ-PNV) |
| 1987-1997 | Xabier Zubizarreta Lasagabaster |         | Herri Batasuna (HB)                                          |
| 1997-1999 | José María Loiti Agirre         |         | Euzko Alderdi Jeltzalea-Partido Nacionalista Vasco (EAJ-PNV) |
| 1999-2003 | Xabier Zubizarreta Lasagabaster |         | Euskal Herritarrok (EH)                                      |
| 2003-2007 | Ignacio Lakuntza Anton          |         | Euzko Alderdi Jeltzalea-Partido Nacionalista Vasco (EAJ-PNV) |
| 2007-2011 | Inocencia Galparsoro Markaide   |         | Eusko Abertzale Ekintza-Acción Nacionalista Vasca (EAE-ANV)  |
| 2011-2015 | Ignacio Azkarraga-Urizar Larrea |         | Bildu                                                        |
| 2015-2023 | María Ubarretxena Cid           |         | Euzko Alderdi Jeltzalea-Partido Nacionalista Vasco (EAJ-PNV) |
| 2023-act. | Maider Morras Azpiazu           |         | Euskal Herria Bildu (EH Bildu)                               |

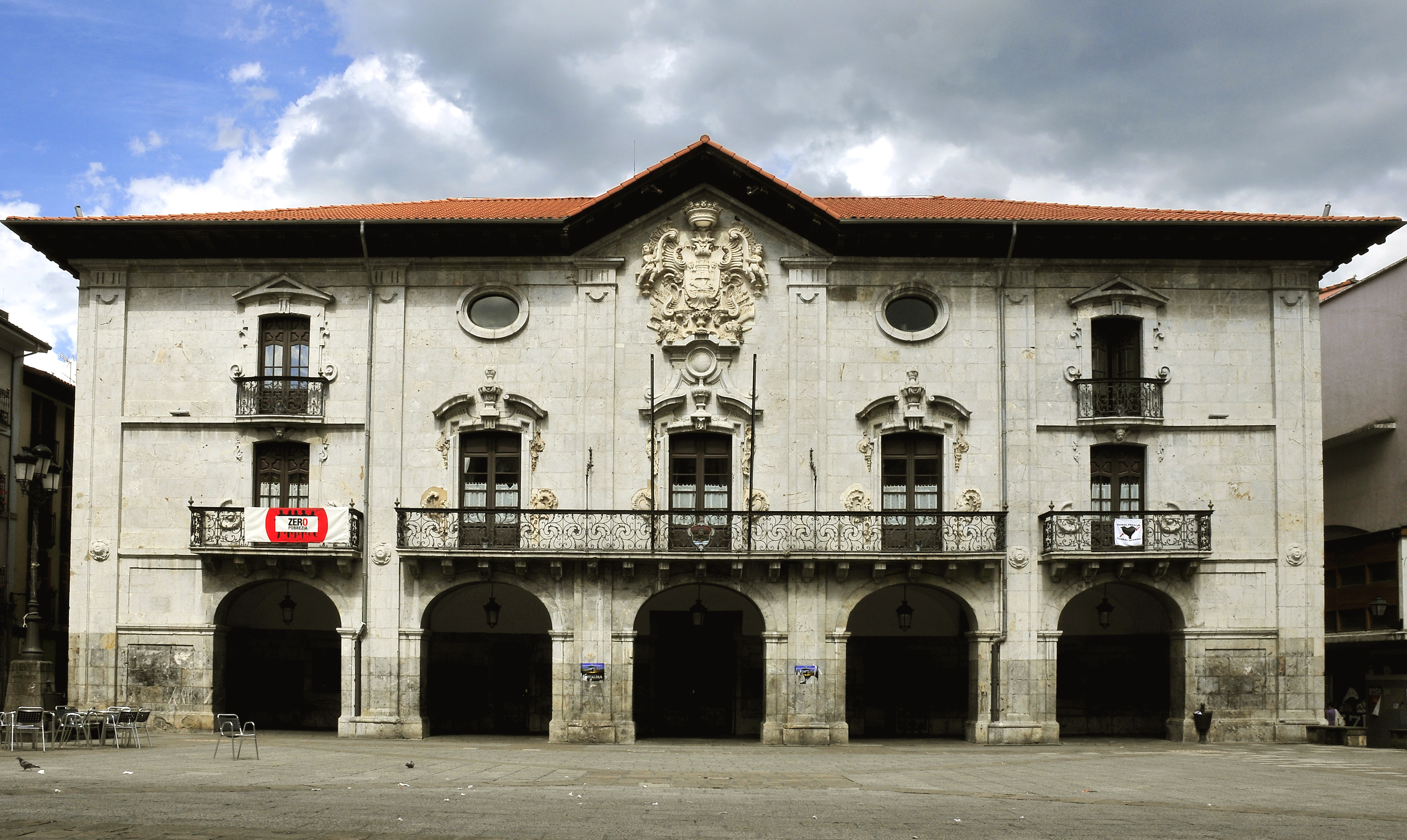
Ayuntamiento de Mondragón

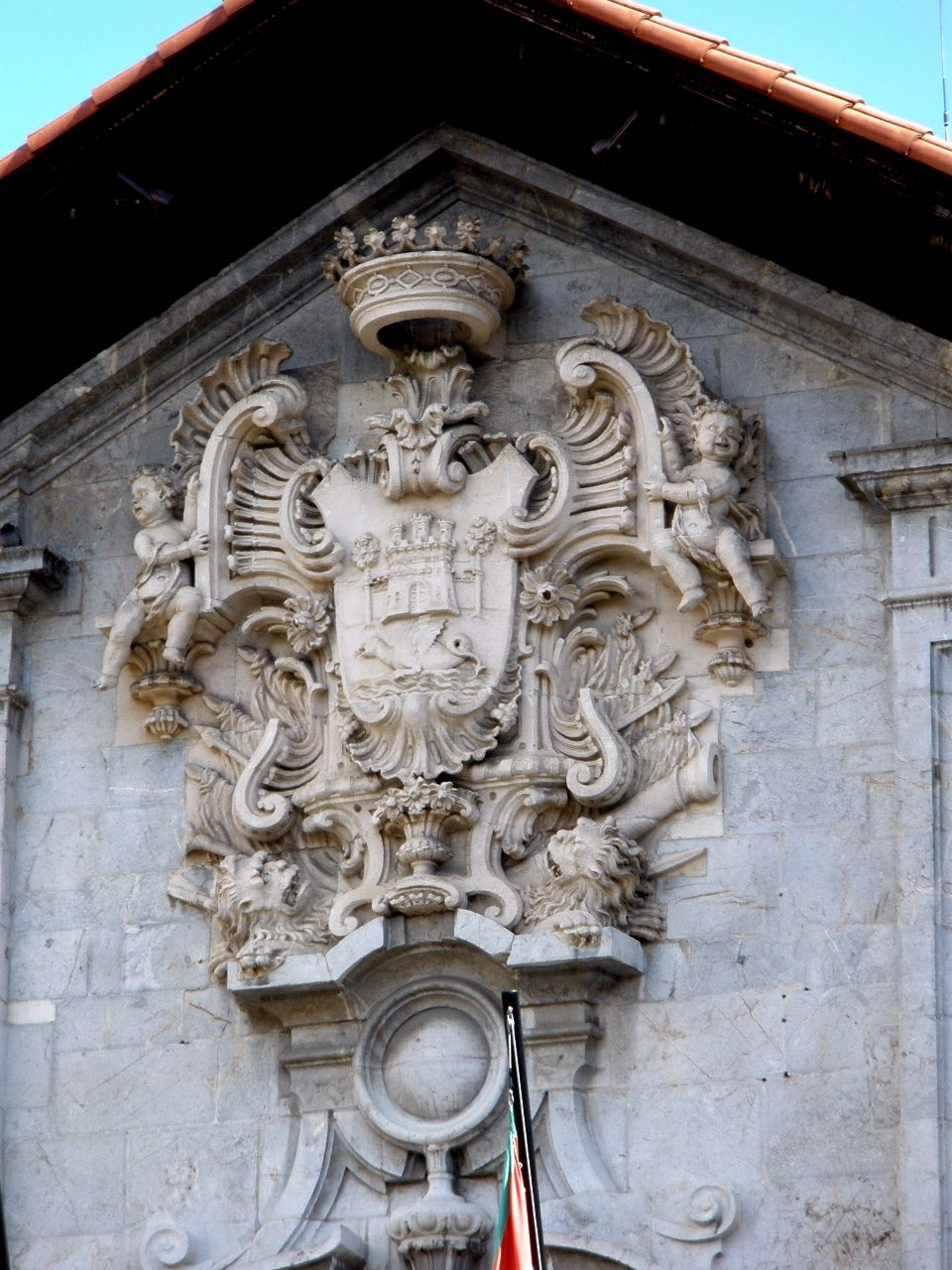
Escudo de Mondragón en la fachada de la casa consistorial

Después de la instauración de la democracia, el primer alcalde elegido en Mondragón sería el nacionalista José Antonio Ardanza, futuro lehendakari del gobierno vasco entre 1985 y 1999. La escisión del PNV en 1986 abrió las puertas para que Herri Batasuna se hiciera con la alcaldía en 1987. Mondragón es una de las mayores poblaciones del País Vasco donde Batasuna ha mantenido la alcaldía. El alcalde (y escritor) Xabier Zubizarreta se mantuvo en la alcaldía durante diez años, hasta agosto de 1997. Un acuerdo de todos los partidos políticos (excepto HB), tras el asesinato de Miguel Ángel Blanco, para desalojar a Herri Batasuna de las alcaldías que ostentaba, propició una moción de censura contra el alcalde y que el cargo recayera en el nacionalista José María Loiti. En 1999, durante la primera tregua de ETA, Zubizarreta recuperó la alcaldía, bajo la marca electoral EH. En 2003, sin embargo, no pudo presentarse a la reelección por quinta vez, debido a que su candidatura fue ilegalizada.
En las elecciones autonómicas de 2005, venció en Mondragón la coalición nacionalista PNV-EA, con el 35,7 % del voto, seguido del PCTV (candidatura afín a Batasuna), que obtuvo el 21,9 % del voto; PSE-EE/PSOE, con el 19,9 %; PPV, con el 9,1 %; Ezker Batua-Berdeak, con el 7,7 %; y Aralar, con el 4,7 %.
Tras el asesinato, el 7 de marzo de 2008, del exconcejal del PSE-EE en Mondragón Isaías Carrasco por parte de ETA en dicha localidad, todos los grupos políticos del ayuntamiento condenaron dicho atentado, a excepción de ANV, partido que ocupaba la alcaldía de Mondragón, lo que llevó posteriormente a que sus socios de gobierno en el ayuntamiento Ezker Batua-Berdeak-Zutik dieran por roto dicho pacto y a la presentación de los demás grupos políticos (PPV, PSE-EE, EAJ-PNV, EA y Aralar) de diversas mociones de censura contra la alcaldesa; finalmente la llamada 'moción ética' (una petición para que los concejales de EAE-ANV dimitiesen si no condenaban la violencia), presentada por PNV y PSE-EE el 25 de abril de 2008 para desalojar a EAE-ANV de la alcaldía, fracasó debido a la abstención de los concejales del Partido Popular del País Vasco (uno), Eusko Alkartasuna (uno) y Ezker Batua-Berdeak (dos) (en los dos últimos casos en contra de la opinión de sus partidos), en tanto que los de Aralar y Zutik votaban en contra.
El 30 de abril de 2008 el juez Baltasar Garzón envió a prisión a la alcaldesa de Mondragón, Inocencia Galparsoro, de ANV, por los delitos de colaboración con banda armada y quebrantamiento de la suspensión de actividades de EAE-ANV. Tras tres meses presa, Inocencia Galparsoro, fue puesta en libertad el 28 de julio bajo fianza de 30 000 euros.
En las elecciones municipales de 2011 la vencedora fue la coalición independentista Bildu por mayoría absoluta, con el 43,6 % de los votos y con 11 concejales, superando en cinco puntos el 38,04 % que sumaron EAE-ANV y EA, siendo elegido alcalde Inazio Azkarraga-Urizar.
En las elecciones municipales de 2015, la coalición EH Bildu perdió cuatro concejales respecto al resultado de Bildu en 2011 y fue superada por el Partido Nacionalista Vasco, que con 8 concejales y como lista más votada se hizo con la alcaldía para María Ubarretxena Cid.
| Partido político                                              | 2023  | 2023       | 2019  | 2019       | 2015  | 2015       | 2011  | 2011       | 2007  | 2007       | 2003    | 2003       |
| Partido político                                              | %     | Concejales | %     | Concejales | %     | Concejales | %     | Concejales | %     | Concejales | %       | Concejales |
| Euzko Alderdi Jeltzalea-Partido Nacionalista Vasco (EAJ-PNV)  | 34,51 | 8          | 39,08 | 9          | 34,97 | 8          | 19,50 | 4          | 16,79 | 4          | 42,8    | 9          |
| Euskal Herria Bildu (EH Bildu)-Bildu                          | 42,74 | 10         | 35,84 | 8          | 31,24 | 7          | 43,60 | 11         | —     | —          | —       | —          |
| Partido Socialista de Euskadi-Euskadiko Ezkerra (PSE-EE PSOE) | 11,74 | 2          | 11,99 | 3          | 12,33 | 3          | 17,8  | 4          | 18,52 | 4          | 21,7    | 5          |
| Elkarrekin Podemos-Ezker Anitza-IU-Equo Berdeak               | 7,48  | 1          | 7,70  | 1          | 11,12 | 2          | —     | —          | —     | —          | —       | —          |
| Arrasate Aurrera (AA)                                         | —     | —          | 2,37  | 0          | —     | —          | —     | —          | —     | —          | —       | —          |
| Partido Popular del País Vasco (PP)                           | 2,2   | 0          | 2,21  | 0          | 3,59  | 0          | 6,90  | 1          | 7,03  | 1          | 11,60   | 2          |
| Irabazi                                                       | —     | —          | —     | —          | 5,29  | 1          | —     | —          | —     | —          | —       | —          |
| Aralar                                                        | —     | —          | —     | —          | —     | —          | 7,10  | 1          | 5,56  | 1          | 9,6     | 2          |
| Ezker Batua-Berdeak (EB-B)                                    | —     | —          | —     | —          | —     | —          | 3,80  | 0          | 12,95 | 3          | 13,20   | 3          |
| Eusko Abertzale Ekintza-Acción Nacionalista Vasca (EAE-ANV)   | —     | —          | —     | —          | —     | —          | —     | —          | 29,74 | 7          | —       | —          |
| Eusko Alkartasuna (EA)                                        | —     | —          | —     | —          | —     | —          | —     | —          | 8,30  | 1          | Con PNV | Con PNV    |

## Demografía
Mondragón cuenta con una población de 22 123 habitantes (INE 2024).
| Gráfica de evolución demográfica de Mondragón entre 1842 y 2021                                                     |
| |
| Población de derecho según los censos de población del INE Población de hecho según los censos de población del INE |

## Monumentos y lugares de interés

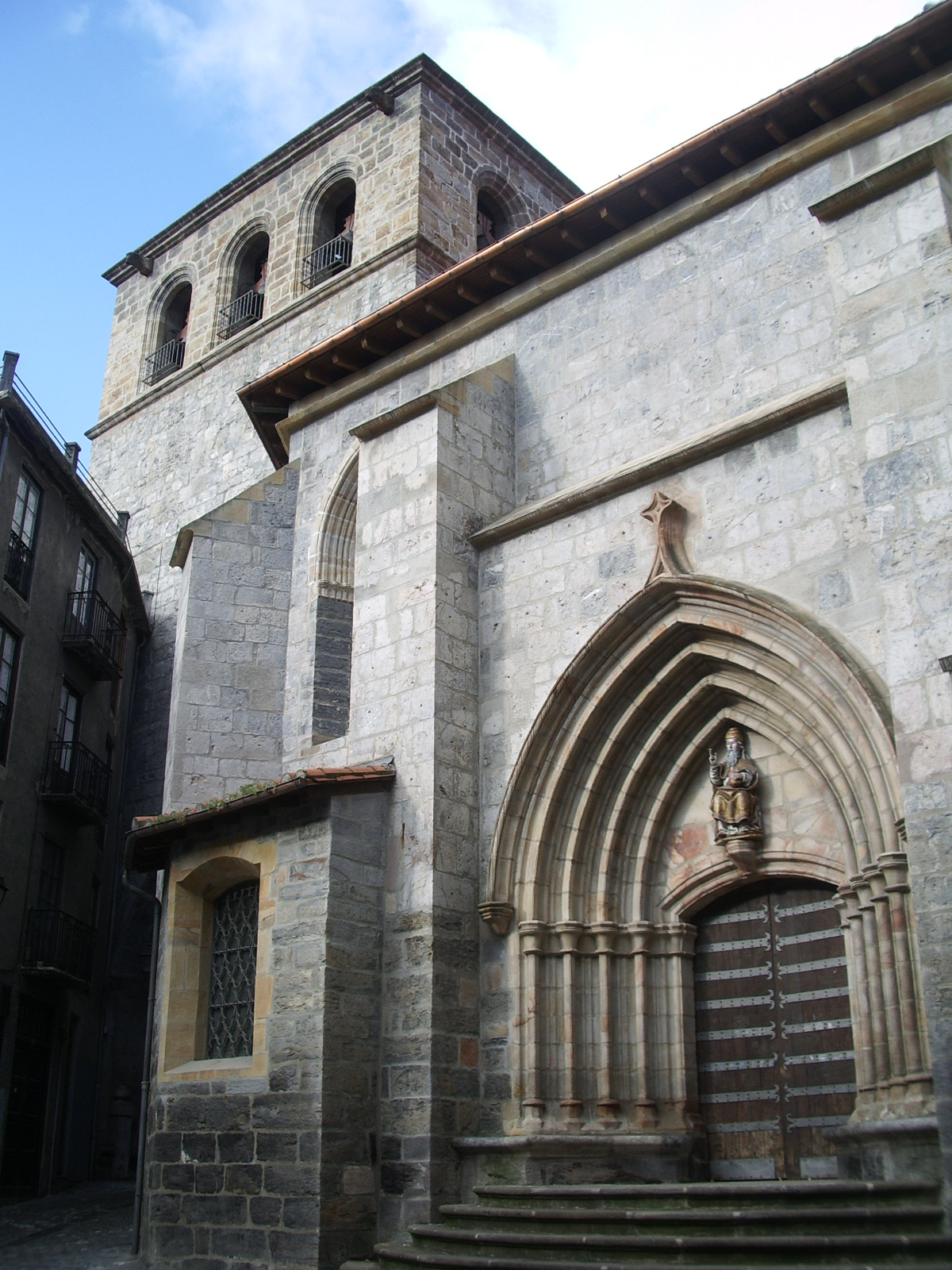
Iglesia de San Juan Bautista

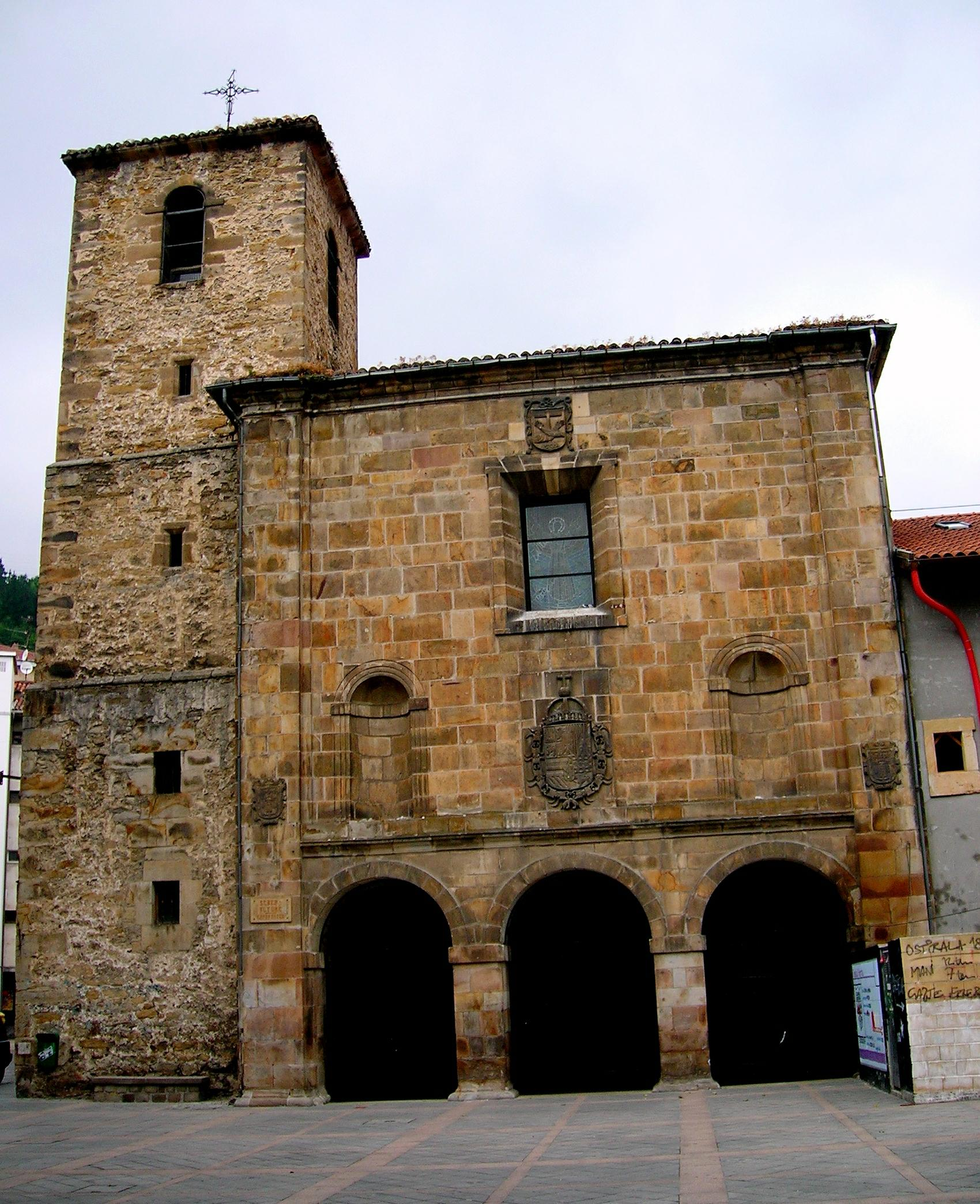
Iglesia de San Francisco

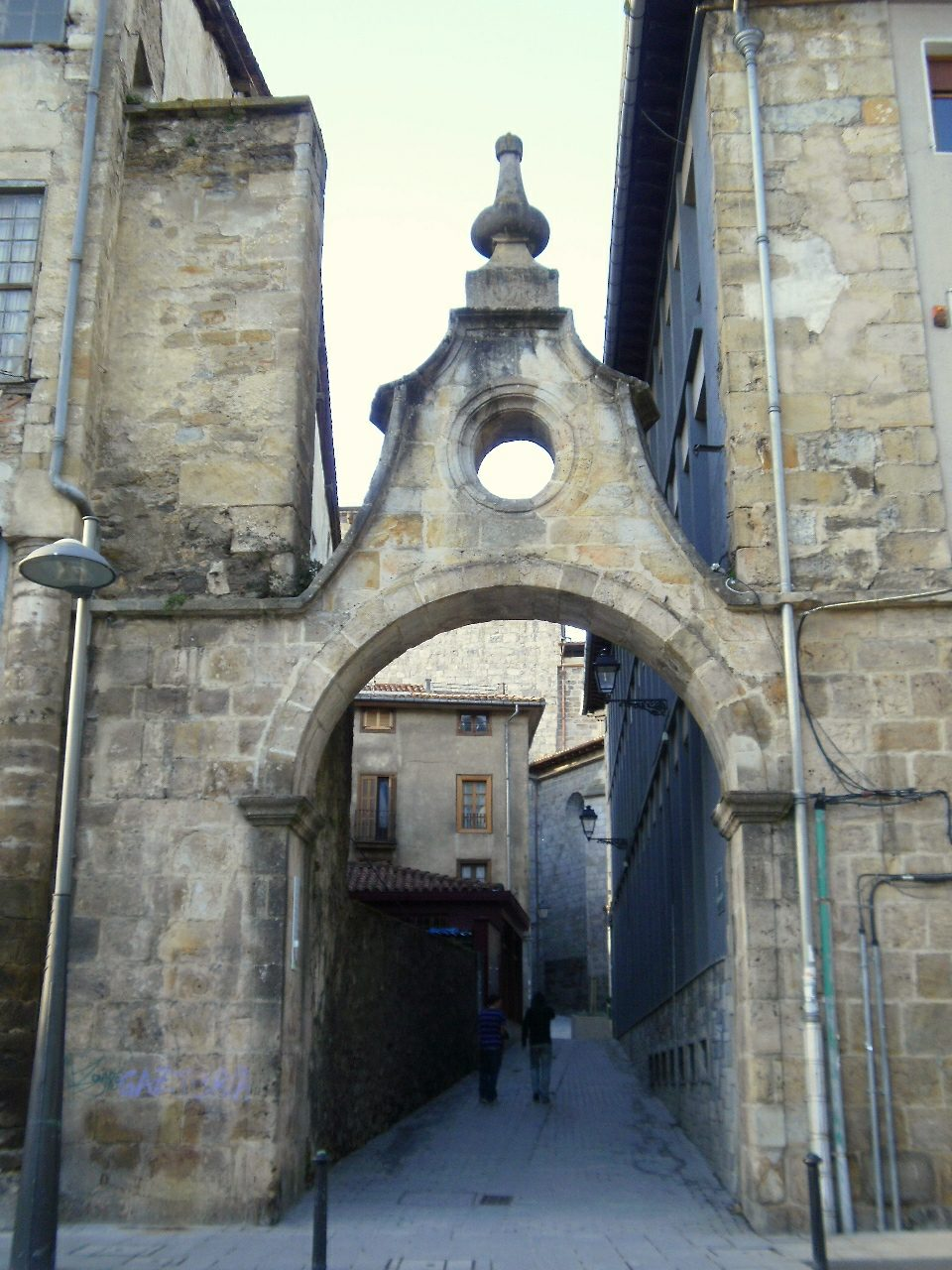
Portal de Kontzezino

### Monumentos religiosos
- Iglesia parroquial de San Juan Bautista: frente a la casa consistorial y con el ábside asomado a la plaza Mayor, se trata de una construcción gótica de los siglos XIII y XIV, si bien la torre-campanario es posterior, del siglo XVI. Fue restaurada en la década de los noventa del siglo XX.
- Iglesia de San Francisco: perteneciente a un antiguo convento franciscano, se trata de un edificio de transición herreriano-protobarroco construido fundamentalmente a comienzos del siglo XVII.

### Monumentos civiles
- Ayuntamiento: construcción de estilo barroco del siglo XVII, en la plaza Mayor.
- Portal de Iturriotz
- Palacio Andinako-Loiola: en la plaza Mayor, edificio de estilo herreriano de principios siglo XVII. La fachada sillar y el escudo familiar están medio ocultos por una galería de madera elaborada en forma pseudogótica.
- Palacio de Báñez de Artazubiaga: construido en el siglo XVI.
- Palacio de Okendo: edificio de estilo barroco clasicista del siglo XVII.
- Palacio de Monterrón: edificio de estilo barroco clasicista del siglo XVII.
- Hospital de Santa Águeda

## Cultura

### Euskera
Cabe destacar a la asociación Arrasate Zientzia Elkartea, preocupada por el patrimonio cultural y natural de Mondragón desde 1990 y especialmente al señor José María Vélez de Mendizabal. A él se deben muchas de las publicaciones existentes sobre este municipio, tanto en línea como en papel.
En Mondragón se habla el euskara occidental (o bizkaiera, dialecto del euskara hablado en Vizcaya) aunque tiene gran influencia del euskara central (o gipuzkera, dialecto del euskara que se habla en la parte central de Guipúzcoa así como en La Barranca (Navarra).

### Fiestas y tradiciones
- Sanjuanes (Sanjuanak): son las fiestas patronales de Mondragón. Se celebran entre el 23 y el 26 de junio, en honor a San Juan Bautista. A lo largo de esa semana se puede observar un hermoso efecto lumínico en la talla que preside los pies de la parroquia, la luz del solsticio.
- Maritxu Kajoi: se celebra el primer viernes de octubre. Es una fiesta muy popular que se celebra desde 1977. La fiesta fue creada por el grupo de chiquiteros locales liderado por Pepe Mercader, Txantxote, que brindaba dedicándole a la virgen el chiquito. A partir de ahí todos comenzaron a hacer lo mismo haciendo la fiesta popular.
- San Nicolás, el 6 de diciembre. Durante la mañana los niños van de calle en calle por la ciudad cantando la tradicional canción de San Nicolás. Desde las casas se les lanzan castañas, nueces, dulces, monedas, etc.
- Santo Tomás (Santamasak): el 22 de diciembre se celebra la feria del en la que tradicionalmente se vendían productos agrícolas en vísperas de Navidad. La feria de Santo Tomás de Mondragón no es la única feria en honor a ese santo celebrada en la Provincia de Guipúzcoa, pero si es la más antigua. No obstante, para no hacerla coincidir con el Día de Santo Tomás de San Sebastián, la fiesta y romería de Mondragón se celebra un día más tarde. Junto con la feria se celebran concursos y muestras de artesanía, exhibiciones de deporte rural vasco, etc.

Fiestas de los barrios:
- 29 de enero: San Valerio en Meatzerreka.
- 5 de febrero: Santa Águeda, en el barrio de Santa Águeda-Gesalibar.
- 1 de mayo: San Andrés.
- 15 de mayo: San Isidro, en Musakola.
- 18 de julio: Santa Marina, en el barrio homónimo.
- 22 de julio: María Magdalena, en Maalako Errabalan.
- 26 de julio: Santa Ana, en la calle Ferrerías.
- 3 de agosto: San Esteban, en el barrio de Udala.
- 24 de agosto: San Bartolomé, en Uribarri.
- 29 de septiembre: San Miguel, en Garagartza.
- 10 de diciembre: Santa Eulalia, en Bedoña.

### Deporte
- Mondragón Club de Fútbol
- Club de Balonmano de Arrasate
- Club de Rugby de Arrasate
- Club de Baloncesto de Arrasate
- Club Deportivo Mondrate de Fútbol Sala
- Arrasate Kirol Elkartea (AKE)
- Arrasate Dragoi Gimnnasia Taldea

## Personas destacadas

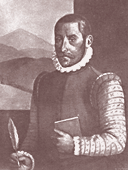
Esteban de Garibay

## Ciudades hermanadas
- Valverde del Fresno, España
- Madrid, España
- Sunchales, Argentina (2007)[17]